# Río Coco
Der ca. 775 km lange Río Coco, früher auch als Rio Segovia bekannt, ist der längste Fluss in Mittelamerika.

## Verlauf
Der Río Coco entsteht aus dem Zusammenfluss von Río Coman (Honduras) und Río Tapacalí (Nicaragua) etwa 10 km östlich des Ortes San Marcos de Colón in Nicaragua und verläuft in seinem Oberlauf durch Nicaragua, wobei er hier die Grenze zwischen den Departamentos Nueva Segovia und Jinotega bildet. Im Mittel- und Unterlauf bildet er die Grenze zwischen Nicaragua und Honduras. Schließlich mündet er am Cabo Gracias a Dios in die Karibische See.

## Schiffbarkeit
Der Río Coco ist über weite Strecken für motorisierte Langboote schiffbar. Für die entlang seiner Ufer lebenden Miskito-Indianer, in deren Sprache der Fluss Wanki heißt, ist er der wichtigste Verkehrsweg.

## Nebenflüsse
Der Fluss fließt durch eher regenarme Gebiete und hat trotz seiner Länge nur wenige Nebenflüsse – zwei davon sind der Río Mucuelizo und der Río Bocay.

## Orte
Am Fluss gibt es kaum größere Orte und keine Städte.